# チェコ鉄道451・452系電車
チェコ鉄道の451/051系電車 (旧系統番号ではEM 475.1/N475.1)と後の派生形452/052(旧系統番号ではEM 475.2/N475.2)は、最も古い都市近郊旅客鉄道交通用のチェコの電車編成の形式の一つである。例えばエミルカ (最初の形式名より)、パントグラフ、パンチャーク (どちらもパンタグラフの意味)、後にはジャボトラム (蛙の口の意味。先頭の形より)といった多くの愛称がつけられている。製造時は、加速度が大きい点(0.7 m/s2 ≒ 2.5 km/h/s)と、入換をせずに運行方向を簡単に変えられる点が、機関車牽引車両と比較して大きな利点であった。正規運用で最後に残った列車は451.025-026編成で、プラハ・リベニからロズトキ・ウ・プラヒまでのプラハ近郊S41系統で2018年8月10日の夜（次回の技術制御更新の5日前）まで運行した。最後の2週間は保守のため運行区間がプラハ・ポドババ停留所まで短縮され、列車は30分間隔で運行する。2018年8月11日に自力でホムトフの車庫まで回送した。最後のサービス運行用として残っていたのが451.045-46で、2010年のH保守後、チェコ鉄道がルジナー・ウ・ラコヴニーカの歴史的車両車庫での博物館用に転用した。

## 概要

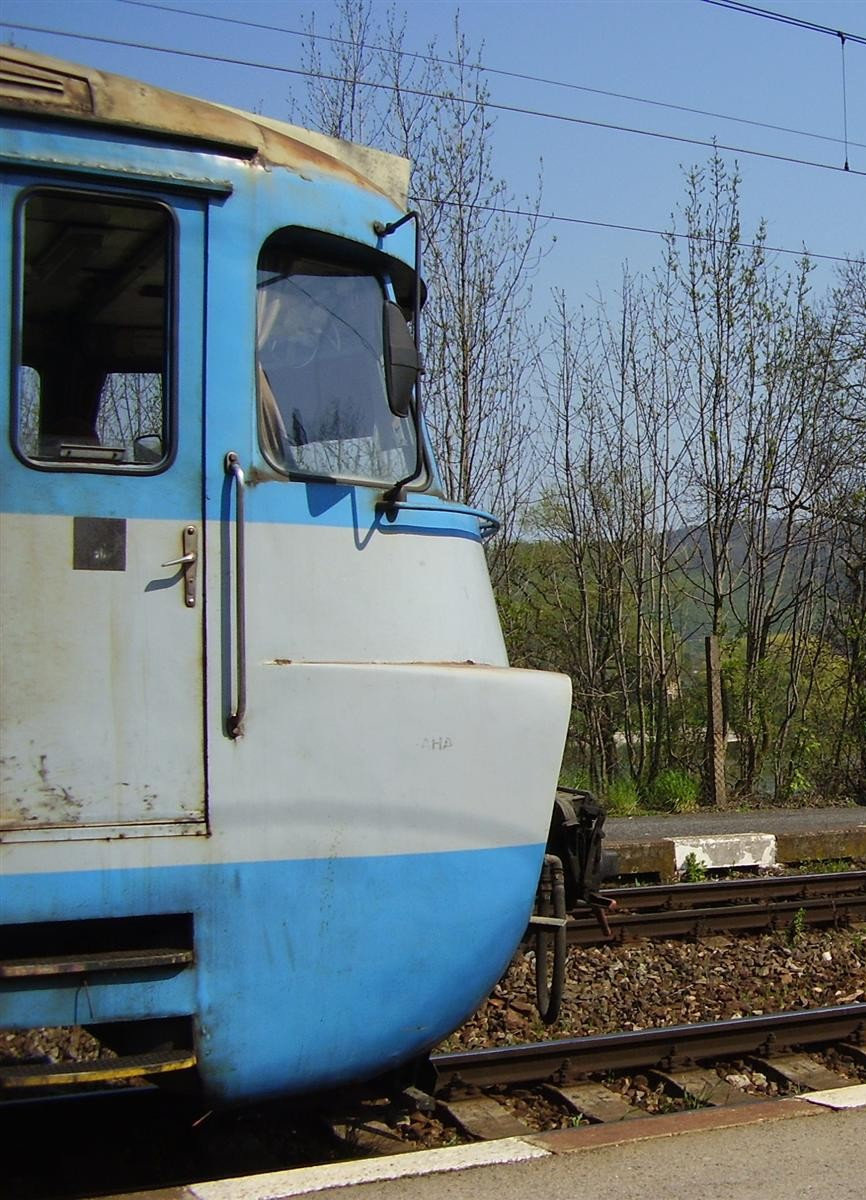
先頭形状 – この見た目が「蛙の口」の愛称の由来

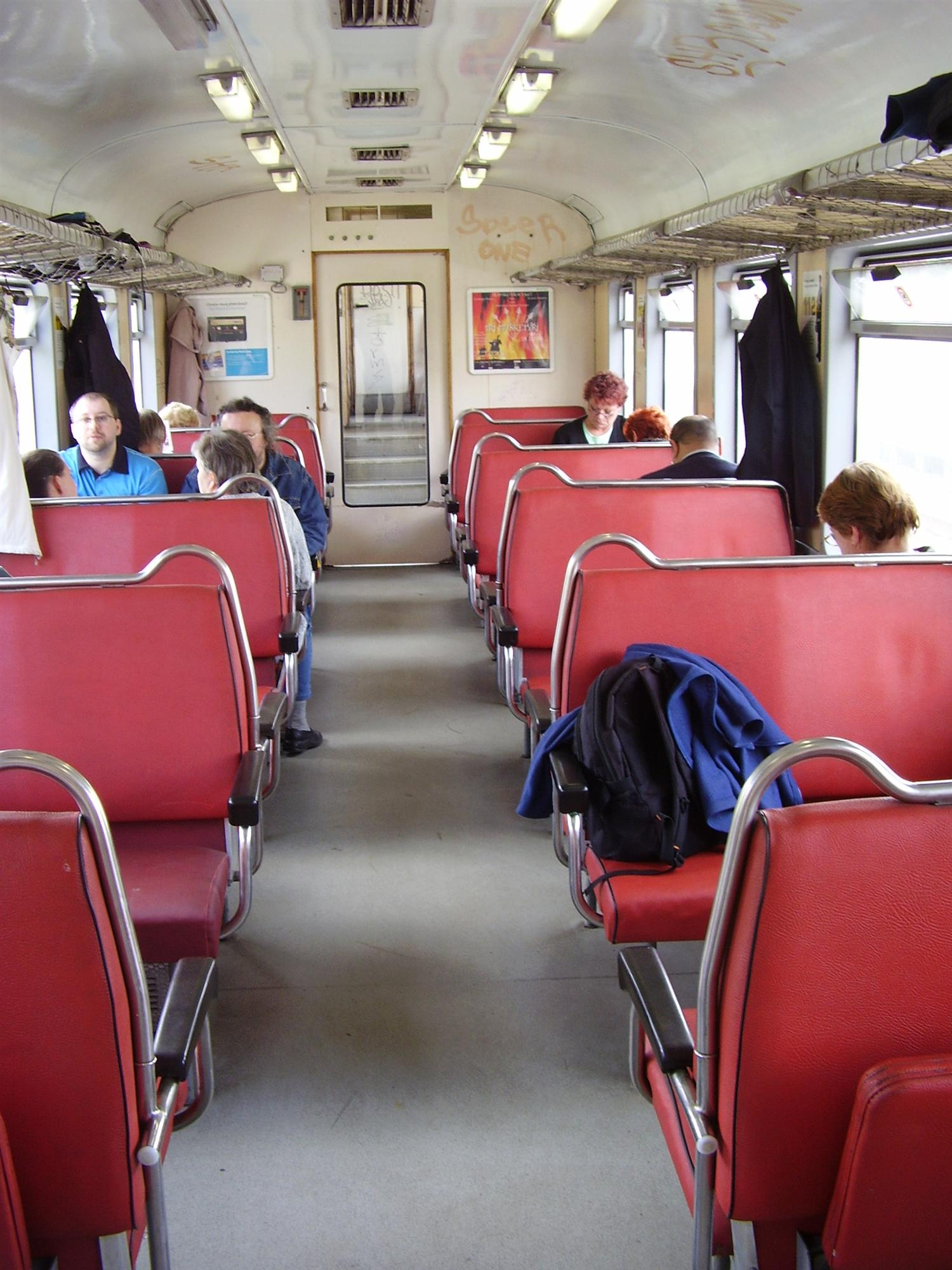
452系列車の内装

列車は4両編成で供給された。正確に言うと、輸送用4両編成は、動力車1両と付随車1両で構成された、いわゆる技術的ユニット2つで構成された。編成番号は技術的ユニット単位でつけられ、例えば新形式451系と001から102までの編成番号の場合はEM 475.1001 - EM 475.1102といった様に、かつての付番法での車番を持っていた。付随車の切り離しや連結により、6両編成、5両編成、3両編成も少数存在する。車両のキャパシティの増加について、2連結ユニットを、制御システムが3連結ユニットの制御を可能とすることにより、6両まで増える。4両編成の輸送キャパシティは、元々451系が300席、452系が294席で、徐々に電動車の先頭形状を分離した結果席数は4減少し、付随車1両に乗務員用スペースを設置したことによりさらに3席減少した。これらの形式の立ち客の定員は、ちょうど380と報告されている。車両には、特徴的な旅客用2枚自動横開き式ドア、電気制御、空気圧ドライブがあり、ホームの高さから階段無しで乗降できる。列車は一階建てで、乗降スペースを含む中央部にはホームの高さ（線路の天辺から約550 mm）の床があり、シャーシの上では床が高くなっている。

## 歴史
EM 475.1系電車のプロジェクトは、1955年に製造が発注されたEM475.0系の試作をベースにしていた。2編成が1959年と1960年に完成し、約8年運用についた。開発にはタトラ・ストゥデーンカ車両とプルゼニのV.I.レーニン工場（シュコダ・プルゼニ）が携わり、量産はタトラ・ストゥデーンカ車両とメゾプラヴナ・フセチーンにより確立された。
EM475.1系列車は、列車試作時より、特に車両の配置と前面形状が異なっていた。新編成は全ての駆動機器が車両の先頭に配置された。
EM475.1系（現451系）電車は、1964年に7、1965年に12、1966年に14、1967年に12、1968年に6、合計51編成が製造された。新編成の制作が概念的に時代遅れとなっていたので、同じ形状ながら変更点のあるEM 475.2系(現452系)を、1972年に4、1973年に7編成を供給した。列車の元々の計画寿命は15年であった。しかし、殆どの編成はその2倍以上の期間運用され、2014年にはまだ5編成が正規運用につき、製造から既に計画寿命の3倍以上、半世紀経っていた。最後の列車は、PIDの都市近郊S41系統（プラハ・リベニ - ロズトキ・ウ・プラヒ）で、2018年8月10日に、正規運用サービスを終えた。最後の半年は、一両での運行のため、この系統の区間が短縮された。どの列車も近代化もリニューアルもされず、部分的に技術的な近代化が行われたのみであった。452.003 - 051.080 - 052.010 - 452.010編成のみ、内装が近代化された。修理はシュンペルクのパルス・ノヴァ株式会社が行う。

## 運用

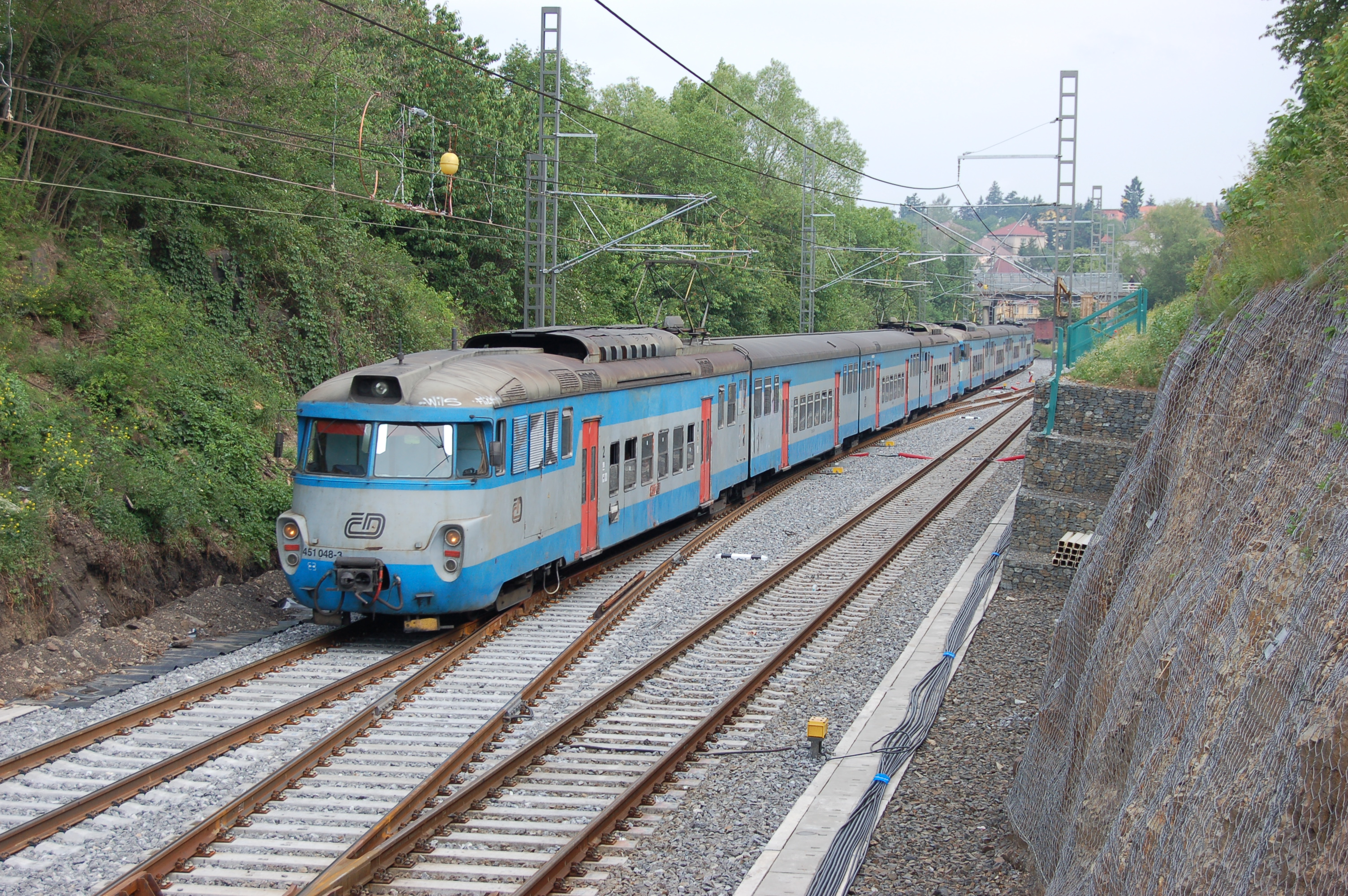
ルジーチャニでの4両451系電車の2連結編成

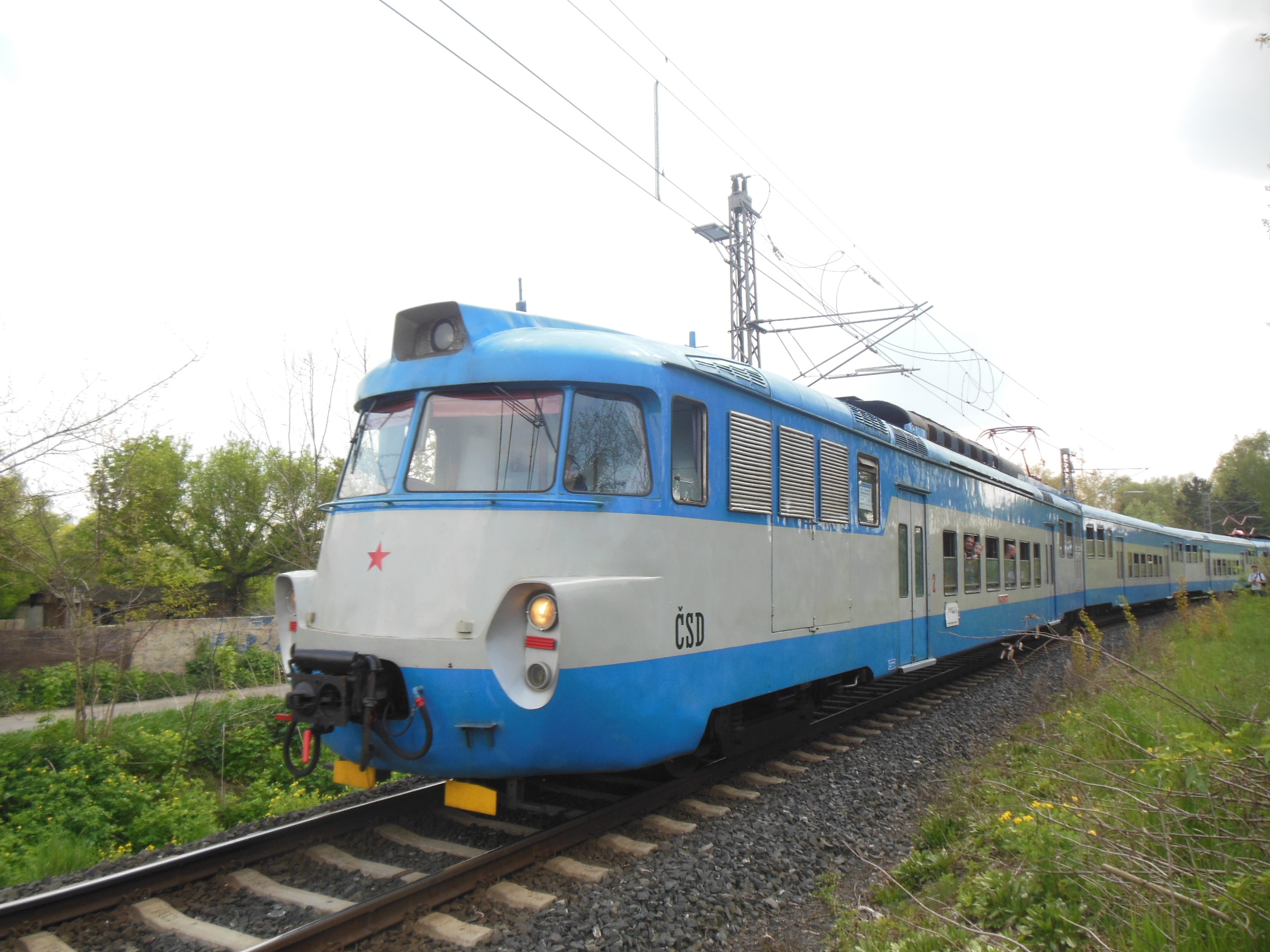
ミロヴィツェで2014年4月26日、パンタグラフ50年祝賀会での451 045/046編成

大都市中心および郊外のより本数の多い路線での旅客輸送に使用される。まず、プラハの車庫に供給され（最初はプラハ - コリーン - パルドゥビツェのルートを運行し、後にはフラデツ・クラーロヴェー、ホツェニ、ニンブルク、リサー・ナド・ラベム、クラルピまでも）、しばらく経ってからウースチー・ナド・ラベムやコシツェの車庫（1967-1976年、コシツェからスピシスカー・ノヴァー・ヴェスやチェルナ・ナド・チソウの方向）にも供給された。1976-2003年には全てがプラハに集約されたが、徐々にオロモウツに移管された列車もあり、3両編成でネザミスリツェまで運行した。従来より首都プラハの周辺を運行し、後にプラハのエスコシステムの下記電化ルートは新列車471系に置き換えられた。
- プラハ・マサリク駅 – コリーン – パルドゥビツェ (011 + 010号線、プラハ - コリーン間はS1系統) – 2008年に471系に置き換えられ、2010/2011年のダイヤでプラハ・マサリク駅 - コリーン間の平日夜1本に充てられたが、後のダイヤ改正で再び471系列車に置き換わった。
- プラハ・マサリク駅 – リサー・ナド・ラベム – コリーン (231号線、S2系統) – 2010/2011年のダイヤで一部列車のみ運行していた。現在この路線では事実上見られない。
- プラハ・マサリク駅 – クラルピ・ナド・ヴルタヴォウ (– ロウドニツェ・ナド・ラベム – ウースチー・ナド・ラベム) (090号線、S4系統) – ウースチー・ナド・ラベムまでは2010/2011年ダイヤでこの列車が運行していなかったが（6920/6921便の車両が修理中の時は例外）、一部の平日のラッシュ時にはプラハ・マサリク駅 - クラルピ・ナド・ヴルタヴォウ間で補完車両として見ることができた。2015/2016年のダイヤではラッシュ時に2編成が運行している。2016/2017年ダイヤでは既に、091号線で451系列車を正規運用では見られない。
- プラハ本駅 – ベネショフ・ウ・プラヒ (221号線、S9系統) – 2013年12月よりこの路線では既に見られない。
- ポルジーチャニ – ニンブルク本駅 – この路線では既に見られない。
- プラハ・リベニ駅 – ロズトキ・ウ・プラヒ (メトロリンク、S41系統) – 平日には最後の運行車両である451 025/026編成が半数の便を運行している（この系統では、810系が、後に814系気動車もほぼ最初から運行を一部担っていたため、451系の復帰先となる）[1]。2016/2017年のダイヤでは、毎日3両編成2本で運行している。

## 事故
1965年9月21日、貨物列車が、プラハ・フロウビェチーン停留所に停車していたEM 475.1024/022およびEM 475.1005/006編成の旅客車の後ろに衝突した。13人が死亡し、乗客66人が軽傷を負った。EM 475.1005/006車両は事故後廃車された。
1988年3月31日5時22分、プラハ・ホスチヴァルジ駅 - プラハ・ヴルショヴィツェ駅間で、452.011/012電車で運行する普通列車EMOs 9114便が、EPn 68522貨物列車から続く編成の最後尾に追突した。事故で2人が死亡し、5人が重傷、他に10人が軽傷を負った。全損害額は100万コルナであった。23時5分に単線で運行を再開し、4月1日の午前1時20分に複線での本運行となった。
2007年7月14日、チェルチャニ駅で、特急列車が停車中の451 047-48電車に衝突した。事故で、停車していた列車の運転士が死亡した。事故で持ち上がった先頭車451.048が、メディア向けに衝撃的に映された。
2010年3月10日の18時30分頃、171号線(プラハ - ベロウン)のチェルノシツェ・モクロプスィ駅で、Os 8853便の451系2両が出火した。列車にはその時凡そ40任の乗客がいたが、全員が避難することに成功し、負傷者は無かった。出火により損害額は約100万コルナ（500万円）と見積もられた。

## 歴史的編成
- 451.045/046 (チェコ鉄道、シュンペルク車庫) – 2010年、歴史書に記録のある最も古い漆で塗る改装が行われ、現在正規運用についておらずルジナーの歴史的車両の車庫に置かれている。パルス・ノヴァ社の敷地に寄贈された。
- 451.025/026 (NTM、ホムトフ車庫) - 3両編成で。